# Jacques Vabre
Jacques Vabre est une marque de café française, appartenant au groupe Jacobs Douwe Egberts.

## Histoire
Le café Jacques Vabre doit son nom à un ex-enseignant, Jacques Vabre (1921-1997), entré en 1946 dans le commerce de son beau-père, Marcel Denamiel. Celui-ci, après avoir travaillé pour le groupe Chargeurs réunis, commence à torréfier du café devant le magasin, mais c'est Jacques Vabre qui élargira l'activité en construisant la première unité industrielle de torréfaction de la société,  en 1953 à Montpellier.
En 1967, l'entreprise se renomme Les Cafés Jacques Vabre S. A. et en 1968, elle lance le premier café moulu sous vide du marché français, sous la marque Jacques Vabre.
Les années 1970 voient Douwe Egberts et Klaus Jacobs (marque Jacobs) entrer au capital de la société, alors que Jacques Vabre devient le premier vendeur de café torréfié en France, et que l'entreprise se lance dans la publicité à la télévision. 
En 1983, Jacobs, alors seul propriétaire de la marque Jacques Vabre, la regroupe avec Jacobs, Grand'Mère, Carte Noire et les marques d'Interfood (Chocolat Suchard, Milka, Toblerone) en formant un nouvel ensemble, Jacobs Suchard.
Au sein de celui-ci, la marque Jacques Vabre passe en 1990 entre les mains de Philip Morris, qui possède également, via sa filiale Kraft General Foods, les marques de café Maxwell House et Kenco. Elle est ensuite intégrée à sa filiale alimentaire européenne, Kraft Jacobs Suchard, lors de sa création en 1993 par fusion de Kraft General Foods Europe et de Jacobs Suchard. En 2000, l'entreprise sera renommée Kraft Foods.
Lorsque Kraft Foods, devenu indépendant en 2007, est scindé en deux parties en 2012, la marque Jacques Vabre a rejoint l'entité Mondelēz International. Depuis 2015, elle fait partie de Jacobs Douwe Egberts, société issue de la fusion des cafés de Mondelēz International et D.E Master Blenders 1753.

## Produits
La marque est commercialisée uniquement en France. Le café Jacques Vabre est vendu en grains ou sous forme moulue, en mettant en avant la variété de café (pur arabica en général) et l’origine géographique du produit : Colombie, Brésil…
Le café moulu de la marque est torréfié et conditionné dans l’usine JDE d’Andrézieux-Bouthéon.

## Communication
Les publicités Jacques Vabre mettaient en scène un expert (le « gringo »), garant de la qualité du café. Sa première apparition remonte à 1972 sur les écrans et a été largement parodiée, notamment par Les Nuls.
L'entreprise fait aussi beaucoup de mécénat de sports nautiques. Depuis 1993, elle sponsorise la Transat Jacques-Vabre, course transatlantique en double, sans escale et sans assistance.
Moins présente en média depuis les années 2000, la marque développe une communication d'« activation » qui incite les consommateurs à participer à ses actions concrètes. Ainsi en 2013, la marque a déployé un programme d'agroforesterie en Colombie. Avec plus de 1 300 agriculteurs colombiens dans ses zones d'approvisionnement de café, le Cauca (région de Popayan), et le Santander (région de Bucaramanga), la marque a cofinancé la plantation d'un million d'arbres d'ombrage.
Ces arbres fournissent de l’ombre, protègent du vent, retiennent l’humidité, et apportent de la fraîcheur bénéfique à la qualité du café. Parmi les espèces plantées, certaines comme Cordia alliodora ou Cedrela angustifolia permettent de stabiliser les sols tandis que d’autres espèces comme Inga spectabilis permettent de fixer l’azote de l’air, réduisant d’autant les besoins en fertilisants.